# Operazione Tabarin

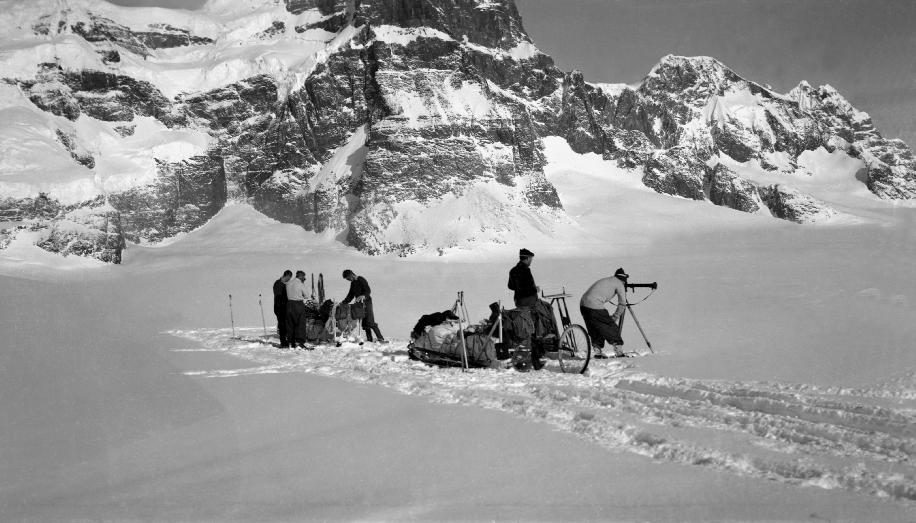
Operazione Tabarin. Utilizzo di uno strumento di rilevamento

Operazione Tabarin era il nome in codice di una spedizione britannica segreta in Antartide durante la Seconda guerra mondiale. L'operazione mirava ad occupare permanentemente le basi in Antartide per riaffermare la sovranità britannica su questo continente e per impedire alle navi e ai sottomarini nemici di accedervi durante il conflitto bellico. Alcuni storici, tuttavia, lo considerano "il più importante e il più duraturo di tutti i programmi di ricerca britannici sponsorizzati dal governo in Antartide".
L'operazione Tabarin stabilì le prime stazioni occupate permanentemente nell'Antartide e, avviando la geologia, la biologia e la mappatura, costituì la base per la continua ricerca scientifica britannica in Antartide. Il nome dell'operazione Tabarin è un riferimento al Bal Tabarin, un locale di Parigi, a causa della grande quantità di lavoro notturno richiesto.

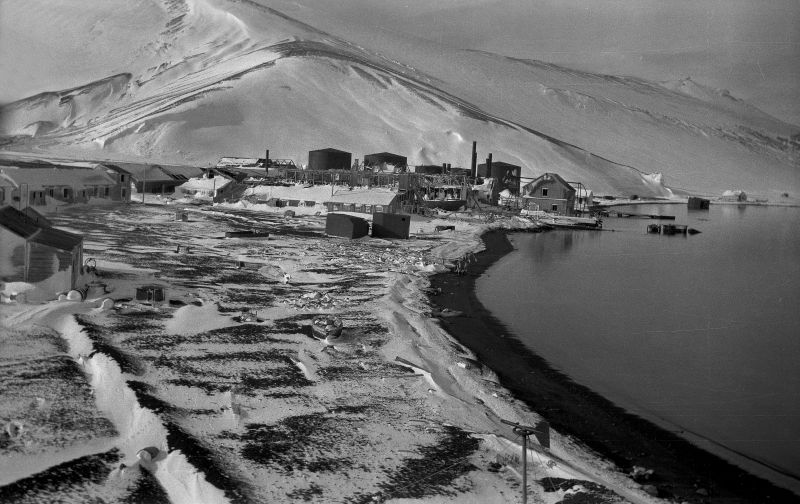
Base B sull'isola Deception, aprile 1945

## La spedizione
Sabato 29 gennaio 1944, una squadra di quattordici uomini sotto il tenente James Marr lasciò le Isole Falkland con due navi, l'William Scoresby e l'Fitzroy. Marr aveva accompagnato l'esploratore britannico Ernest Shackleton nelle sue spedizioni in Antartide negli anni '20.
Nel mese di febbraio furono stabilite basi vicino alla stazione baleniera norvegese abbandonata sull'isola Deception (3 febbraio) e a Port Lockroy (11 febbraio) sull'isola Wiencke a ovest della terra di Graham. Un'altra stazione fu fondata a Hope Bay il 13 febbraio 1944 dopo che un tentativo di scaricare merci il 7 febbraio 1944 fallì.
Dopo la fine della seconda guerra mondiale, le basi dell'operazione Tabarin furono cedute ai civili del Falkland Islands Dependencies Survey (FIDS), successivamente ribattezzato British Antarctic Survey (BAS). I partecipanti all'operazione Tabarin ricevettero la polar medal nel 1953.

## Sviluppi successivi
Quattro basi britanniche sono state dichiarate siti storici e monumenti secondo il sistema del Trattato Antartico. Questi sono:
- Base A – Port Lockroy 64°49′S 63°31′W. Isola Goudier, vicino all'Isola Wiencke, Penisola Antartica. Importanza storica come base per l'Operazione Tabarin e la ricerca scientifica nel 1943.
- Base F – Isole argentine 65°15′S 64°16′W. Isole d'Inverno, a sud-ovest delle Isole Argentine. Interesse storico, una delle prime basi britanniche.
- Base Y – Isla Herradura 67°49′S 67°18′O. Baia Margherita. Penisola Antartica Occidentale
- Base E – Isola di Stonington 68°11′S 67°00′O. A nord dell'isola di Stonington, Margaret Bay, a ovest della penisola antartica. Importanza dei primi periodi di esplorazione e del servizio planimetrico negli anni '60 e '70.